# Human Rights and Democracy Movement
Human Rights and Democracy Movement este un partid politic din Tonga.
Liderul partidului este Uliti Uata.
La alegerile parlamentare din anul 2005, partidul a obținut 7 de locuri.